# چراغ انگل‌پویز

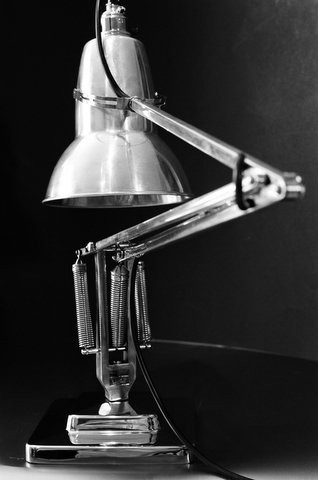
چراغ انگل‌پویز '۱۲۲۷'

چراغ انگل‌پویز (به انگلیسی: Anglepoise Lamp) یک چراغ بازو-متعادل که در سال ۱۹۳۲ میلادی توسط طراح بریتانیایی جورج کارواردین، طراحی شد.

## تاریخچه و توسعه

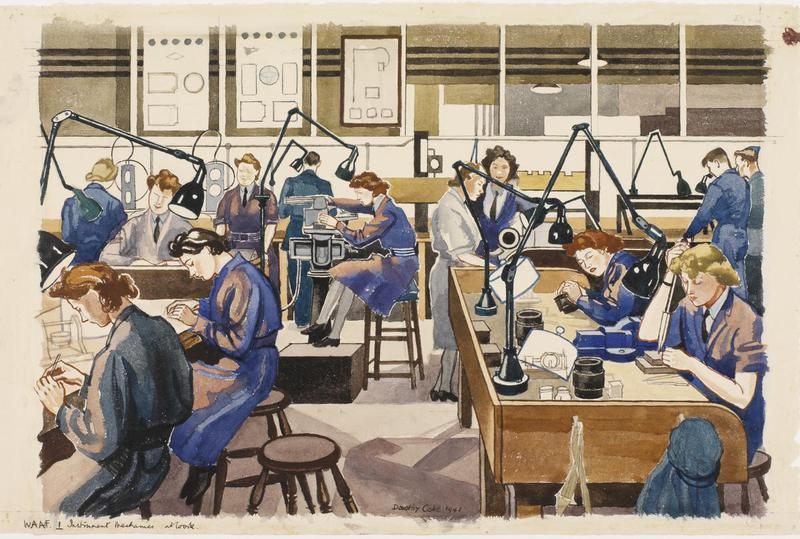
دابلیوای‌ای‌اف مکانیک‌های ابزار در کار (۱۹۴۱ میلادی) توسط دوروتی کوک

جورج کارواردین (۱۹۴۷–۱۸۸۷) یک طراح خودرو بود و در همان زمان چراغ انگل‌پویز را اختراع کرد (به عنوان یک مشاور طراحی مستقل) متخصص در سیستم‌های تعلیق خودرو. او در حین توسعهٔ مفاهیم جدید برای سامانهٔ تعلیق وسایل نقلیه، مکانیزمی را ایجاد کرد که تشخیص داد در زمینه‌های دیگر نیز کاربرد دارد. او به ویژه مزایای آن را برای یک چراغ کار دید. علیرغم بسیاری از ادعاها برعکس، مفهوم او هیچ ربطی به تقلید از اعمال بازوی انسان نداشت. اتصالات و کشش فنر به لامپ اجازه می‌دهد تا در محدودهٔ وسیعی از موقعیت‌ها حرکت کند که بدون گیره حفظ می‌شود.
کارواردین در ۴ ژوئیه ۱۹۳۲ میلادی برای یک طرح با استفاده از مکانیزم ثبت اختراع به شمارهٔ ۴۰۴٬۶۱۵ درخواست داد و چراغ را در کارگاه‌های شرکت خود، کاردین اکسسوریز، در باث ساخت. او به زودی علاقه و تقاضا را به قدری زیاد یافت که به یک توسعه یا شریک عمده نیاز داشت و در ۲۲ فوریه ۱۹۳۴ میلادی، با هربرت تری و پسران در ردیچ یک قرارداد مجوز منعقد کرد. تری این لامپ را تولید و به بازار عرضه کرد، در حالی که کارواردین به توسعهٔ این مفهوم ادامه داد و تعدادی نسخه و برنامه‌های کاربردی دیگر (مثلاً برای پایهٔ نگهدارندهٔ میکروفون‌ها) تولید کرد. طرح اصلی چهار-فنر برای محیط‌های کاری، مانند کارگاه‌ها و جراحی‌های پزشکان و دندان‌پزشکان ساخته شد، اما او همچنین یک نسخهٔ سه-فنر را برای استفاده در خانه طراحی کرد (در ۱۰ فوریه ۱۹۳۴ میلادی، با شمارهٔ ثبت اختراع ۴۳۳٬۶۱۷ ثبت شده‌است).
سال ۱۹۳۵ میلادی شاهد تولید نسخهٔ ۱۲۲۷ انگل‌پویز بودیم. یک طراحی مؤثر و انقلابی، اساساً برای خانه ساخته شد و ثابت کرد که بسیار محبوب است. ۱۲۲۷ به شدت توسط شرکت تری اسپرینگ تبلیغ شد و زمانی که جنگ جهانی دوم در سال ۱۹۳۹ میلادی آغاز شد، این شرکت در همان روز تبلیغی را منتشر کرد که آن را به عنوان «لامپ خاموشی ایده‌آل» توصیف می‌کرد.
اگرچه جنگ جهانی دوم تأثیر مخربی بر تولید استاندارد انگل‌پویز داشت، شرکت تری اسپرینگ اهداف خود را به نفع تلاش‌های جنگ تغییر داد و در نتیجه شروع به تولید چراغ‌های انگل‌پویز برای بمب افکن‌ها کرد. طبق وبگاه رسمی انگل‌پویز، این چراغ‌ها به قدری خوب تولید شدند که وقتی یک بمب‌افکن سقوط کردهٔ ویکرز ولینگتون در سال ۱۹۸۵ میلادی از دریاچهٔ لخ‌نس در اسکاتلند نجات یافت، چراغ آن پس از دریافت باتری جدید همچنان کار می‌کرد – علیرغم اینکه برای حدود چهار دهه در زیر آب قرار داشت.
یکی از ویژگی‌های کلیدی طراحی و ثبت اختراع انگل‌پویز، قرار دادن تمام فنرها (چه سه یا چهار) در نزدیکی پایه است. این طرح به‌طور گسترده توسط شرکت‌های دیگر، معمولاً به شکل ساده شده، کپی شده‌است و هنوز هم در حال استفاده است. برخی از طرح‌های برگرفته به جای فنر از وزنه تعادل سنگین استفاده می‌کنند. رایج‌ترین نسخه، پیوندهای بازو را با دو پیوند متوازی‌الاضلاع مستقل، با یک جفت فنر کششی سبک در هر نیمه بازو جایگزین کرده‌است.
مکانیزم بازو در دستگاه‌های دیگری استفاده شده‌است که در آن‌ها لازم است یک شی را در نقطهٔ مناسبی از فضا ثابت نگه دارید، به ویژه نگهدارندهٔ کپی برای تایپیست‌ها و در برخی کاربردها، برای صفحات نمایش رایانه‌ها.
این چراغها در طول سال‌ها از مواد مختلفی ساخته شده‌اند و از نمونه‌های اولیهٔ تمام فولادی به مدل‌های بعدی ساخته شده از برنج و آلومینیوم تبدیل شده‌اند.
اگرچه این چراغ هنوز به عنوان یک طرح نمادین بریتانیایی به بازار عرضه می‌شود، تولید همه چراغ‌ها، به جز مدل ۱۲۲۷ جاینت، به چین منتقل شده‌است.

## چراغ‌های انگل‌پویز در بی‌بی‌سی
در سال ۱۹۴۸ میلادی، شورای حکام بی‌بی‌سی از مایکل استندینگ، رئیس بخش ورایتی، خواست تا مجموعه‌ای از استانداردها و پروتکل‌های اخلاقی را برای تولید همه برنامه‌های رادیویی و تلویزیونی بی‌بی‌سی طراحی کند. استندینگ چیزی را تولید کرد که در بی‌بی‌سی به عنوان «کتاب سبز» شناخته شد، که هدف آن از بین‌بردن هزل، کنایه و ابتذال از همهٔ برنامه‌های بی‌بی‌سی بود. پس از تولید کتاب، استندینگ با تعصب عجیب و غیرعادی به اجرای رهنمودهای او پرداخت. او در ژوئن ۱۹۴۹ میلادی یادداشتی برای همه کارکنان صادر کرد که در آن کارمندان بی‌بی‌سی را از روشن کردن هر اتاق با چراغ انگل‌پویز منع کرد، مگر اینکه چراغ اصلی سقف یا دیوار نیز روشن باشد: استندینگ اعتقاد راسخ داشت که مردی که پشت میز کار می‌کند در محیطی محدود کار می‌کند. فضایی که فقط نور یک لامپ کم وات داشته باشد، ایده‌های پنهانی را پرورش می‌دهد و مواد برنامه‌ای منحط را تولید می‌کند. مدیر کل سر ویلیام هیلی بعداً فرمان چراغ انگل‌پویز را به عنوان موردی افراطی و غیر ضروری لغو کرد.

## در فرهنگ
- تک آهنگ «(من می‌خواهم یک) چراغ انگل‌پویز باشم» محصول ۱۹۷۸ میلادی توسط گروه موسیقی سافت بویز.
- سلیم سینایی، قهرمان رمان «بچه‌های نیمه شب» اثر: سلمان رشدی در سال ۱۹۸۰ میلادی، بارها به چراغ انگل‌پویز اشاره می‌کند که در پرتو آن می‌نویسد.
- ویدیوی پیتر گابریل «شوک به میمون» در سال ۱۹۸۲ شامل چراغ‌های «رقص» انگل‌پویز است.
- گروه پست راک بریتانیایی فریج آلبوم ای‌پی «انگل‌پویزی» را در سال ۱۹۹۷ منتشر کرد که بر روی «هفت و دوازده» گردآوری شده بود.
- اولین فیلم کوتاه شرکت پیکسار، لوکسو جونیور، یک چراغ بازو-متعادل متحرک لوکسو را به نمایش گذاشت، که متعاقباً در تمام سکانس‌های عناوین آن‌ها حضور داشت.
- در آلبوم بامبی در سال ۲۰۱۳ میلادی، موموس از فنرهای یک لامپ انگل‌پویز برای دو برابر کردن طنین سنج‌ها و ریورب سیم‌پیچ استفاده کرد.[۸]